# Novus ordo seclorum

Rückseite des Großen Siegels der Vereinigten Staaten.

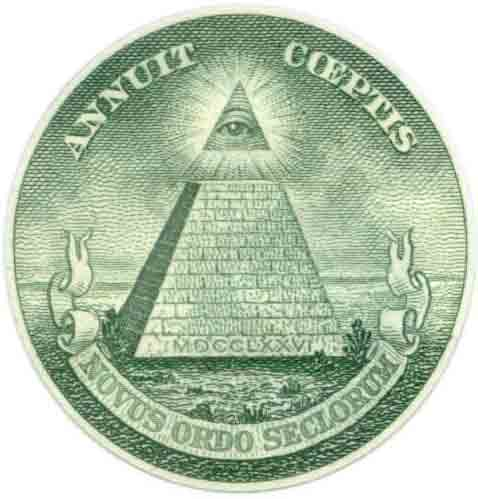
Dieses Bildelement der Ein-Dollar-Note zeigt eine unvollständige Pyramide, über der das Auge der Vorsehung und der lateinische Schriftzug Annuit coeptis prangt. Unterhalb befindet sich der Schriftzug Novus ordo seclorum.

Novus ordo seclorum (auch saeculorum; lateinisch für „eine neue Ordnung der Zeitalter“) ist eines der beiden Mottos auf der Rückseite des Siegels der Vereinigten Staaten. Das oben zu lesende Motto lautet Annuit coeptis (lateinisch für „Er ist unseren Unternehmungen gewogen“), dazwischen befindet sich das Auge der Vorsehung über einer unvollständigen gemauerten Pyramide. Unten befindet sich der Schriftzug Novus ordo seclorum.
Auf der Rückseite (Greenback) der gültigen Ein-Dollar-Note befindet sich seit 1935 dieses – stilisierte – Siegel der USA; wobei das „Auge der Vorsehung“  strahlenumkränzt als fortführendes Element der Pyramide dargestellt wird.

## Ursprung und Bedeutung
1782 wurde Charles Thomson mit der Gestaltung des Siegels beauftragt. Er fügte die Worte Novus ordo seclorum ein, um auszudrücken, dass mit der Unabhängigkeitserklärung der USA 1776 eine neue Ära begonnen habe. Auch war die Intention auszudrücken, dass Gott den Neuanfang, den „Novus ordo seculorum“, segnet.
Ursprünglich ist die Phrase Novus ordo seclorum ein Zitat aus der vierten Ekloge des Dichters Vergil aus dem Jahr 40 v. Chr. In diesem dem Schriftsteller und Politiker Gaius Asinius Pollio gewidmeten Gedicht prophezeit der Dichter ein neues Goldenes Zeitalter des Friedens, das mit der Geburt eines Kindes einhergehen solle. Dem Gedicht liegt die zyklische Geschichtsvorstellung eines Weltenjahres zugrunde, das mit der Herrschaft des Saturnus beginne. Diese paradiesische Zeit beginne jetzt von Neuem. So schreibt Vergil in den Versen 5 bis 8 der Ekloge:
| Ultima Cumaei venit iam carminis aetas; magnus ab integro saeclorum nascitur ordo. iam redit et Virgo, redeunt Saturnia regna, iam nova progenies caelo demittitur alto. |  | Schon kam das letzte Zeitalter nach der Prophezeiung der Sibylle von Cumae und die große Abfolge der Jahrhunderte beginnt von Neuem. Schon kehrt auch die Jungfrau Astraea zurück, es kehrt zurück die Herrschaft des Saturnus, schon wird neue Nachkommenschaft vom hohen Himmel gesandt. |

## Deutungen
Im Mittelalter wurden diese Verse oft als Prophezeiung der Geburt Christi gedeutet. Heute sehen manche Verschwörungstheoretiker in dem Motto das Programm einer Neuen Weltordnung angekündigt und glauben in ihm und den Symbolen des Siegels Zeichen der Freimaurer, des Ordens der Illuminaten oder anderer überstaatlicher Mächte zu erkennen. Eine Verwendung der Worte durch die Freimaurer lässt sich nicht nachweisen. Eine „Neue Weltordnung“ heißt ins Lateinische übersetzt nicht „Novus ordo seclorum“, sondern „Novus ordo mundi“.